# Trichoceros cristinae
Trichoceros cristinae är en orkidéart som beskrevs av Pedro Ortiz Valdivieso och C.Uribe. Trichoceros cristinae ingår i släktet Trichoceros och familjen orkidéer. Inga underarter finns listade i Catalogue of Life.